# Anna Karenina (film, 1935)
Az Karenina Anna (eredeti angol címe Anna Karenina) 1935-ben bemutatott amerikai fekete-fehér romantikus filmdráma, amely Lev Tolsztoj azonos című regénye alapján készült. Az egyik legismertebb Anna Karenina filmes adaptáció. Az élőszereplős játékfilm rendezője Clarence Brown, producere David O. Selznick. A forgatókönyvet Clemence Dane írta, a zenéjét Herbert Stothart szerezte. A mozifilm a Madacy Entertainment Group Inc. gyártásában készült, a Metro-Goldwyn-Mayer forgalmazásában jelent meg.
Amerikában 1935. augusztus 3-án mutatták be a mozikban, Magyarországon 1974. augusztus 3-án az MTV1-es csatornán vetítették le a televízióban.

## Szereplők
| Szereplő                                | Színész             | Magyar hang    |
| --------------------------------------- | ------------------- | -------------- |
| Anna Karenyina                          | Greta Garbo         | Almási Éva     |
| Alekszej Vronszkij gróf, Anna szeretője | Fredric March       | Tomanek Nándor |
| Szergej                                 | Freddie Bartholomew | Győry József   |
| „Kitty” Scserbackaja                    | Maureen O’Sullivan  | Jani Ildikó    |
| Vronszkij grófné, Vronszkij anyja       | May Robson          | Simor Erzsi    |
| Alekszej Karenyin, Anna férje           | Basil Rathbone      | Buss Gyula     |
| „Sztyiva” Oblonszkij, Anna fivére       | Reginald Owen       | Képessy József |
| „Dolly” Oblonszkaja, Sztyiva felesége   | Phoebe Foster       | Dallos Szilvia |
| Jasvin                                  | Reginald Denny      | Végvári Tamás  |
| Konsztantyin Levin                      | Gyles Isham         | Konrád Antal   |
| Lily                                    | Joan Marsh          | N/A            |
| Madame Kartasova                        | Ethel Griffies      | Apor Noémi     |
| Matvej komornyik                        | Harry Beresford     | Benkő Gyula    |
| Nevelőnő                                | Sarah Padden        | Czigány Judit  |
| Tánya                                   | Cora Sue Collins    | N/A            |
| Lvov hercegné                           | Helen Wood          | N/A            |